# شتارنبرغ
اشتارنبرغ (بالألمانية: Starnberg) هي بلدة ألمانية تقع في ألمانيا في شتارنبرغ. يقدر عدد سكانها بـ 22,959 نسمة .

## المدن التوأمة
مدينة دينارد هي مدينة توأمة لـاشتارنبرغ.

## أعلام
- غوستاف ماير
- أدريان سوتيل
- أوسكار رولر
- بول كلينجر
- كارل من هابسبورغ
- يوهانس خيسترز
- هربرت ماركوزه
- جوزفين جاكوب
- ماريان ساجيبريخت
- هاينريش فيلاند
- أدولف فون باير